# Bruno Cipolla

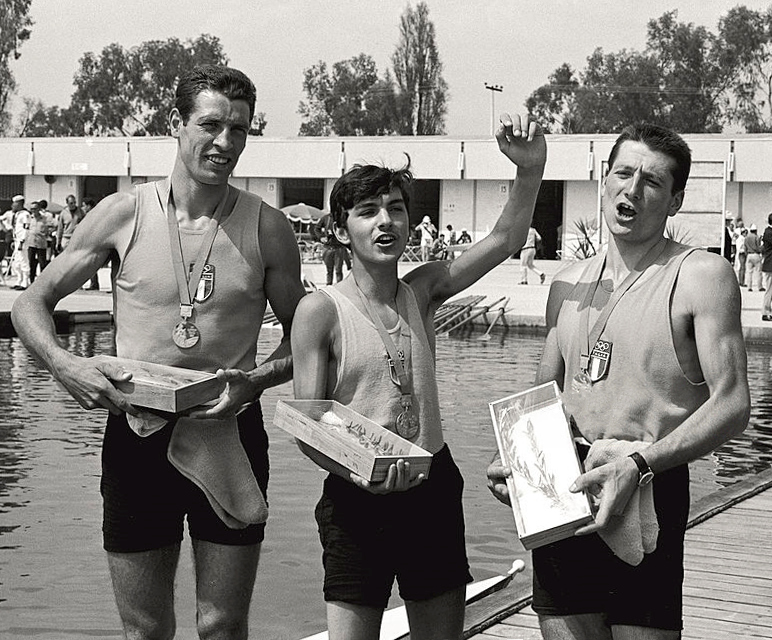
V. l. n. r.: Renzo Sambo, Bruno Cipolla und Primo Baran 1968

Bruno Cipolla (* 24. Dezember 1952 in Cuneo) ist ein italienischer Sportler, der Steuermann im Rudern war.
Bruno Cipolla löste 1967 Enrico Pietropolli als Steuermann von Renzo Sambo und Primo Baran ab. Bei den Europameisterschaften 1967 siegte das Boot vor dem Boot aus der DDR mit Hans-Jürgen Friedrich, Werner Riemann und Manfred Wozniak.
Bei den Olympischen Spielen 1968 in Mexiko-Stadt siegte im dritten Vorlauf das Boot aus der DDR mit Helmut Wollmann, Wolfgang Gunkel und Klaus-Dieter Neubert vor Sambo, Baran und Cipolla, als Dritte des Vorlaufs musste die niederländische Crew mit Herman Suselbeek, Hadriaan van Nes und Roderick Rijnders in den Hoffnungslauf, den die Niederländer gewannen. Das DDR-Boot gewann das erste Halbfinale vor den Niederländern, die Italiener siegten im zweiten Halbfinale vor dem dänischen Boot. Im Finale siegten die Italiener vor den Niederländern, die Dänen holten mit 15 Hundertstelsekunden Vorsprung auf das DDR-Boot die Bronzemedaille.
Cipolla verunglückte später mit seinem Motorrad und musste seine Ruderkarriere für ein halbes Jahr unterbrechen, 1971 beendete er seine sportliche Laufbahn.